# Brenat
Brenat es una comuna francesa situada en el departamento de Puy-de-Dôme, en la región de Auvernia-Ródano-Alpes.

## Demografía
| 386 | 370 | 374 | 413 | 483 | 464 | 629 |
| Para los censos de 1962 a 1999 la población legal corresponde a la población sin duplicidades (Fuente: INSEE [Consultar]) |     |     |     |     |     |     |